# Burgstall Eurasburg
Der Burgstall Eurasburg bezeichnet eine abgegangene Turmhügelburg (Motte) im Bereich der katholischen Filialkirche Heilig Kreuz von Eurasburg im Landkreis Aichach-Friedberg in Schwaben auf einem Geländesporn (Spornburg) über dem Ortszentrum. Von der hochmittelalterlichen Burganlage haben sich noch Geländespuren und der Burghügel erhalten.

## Geschichte

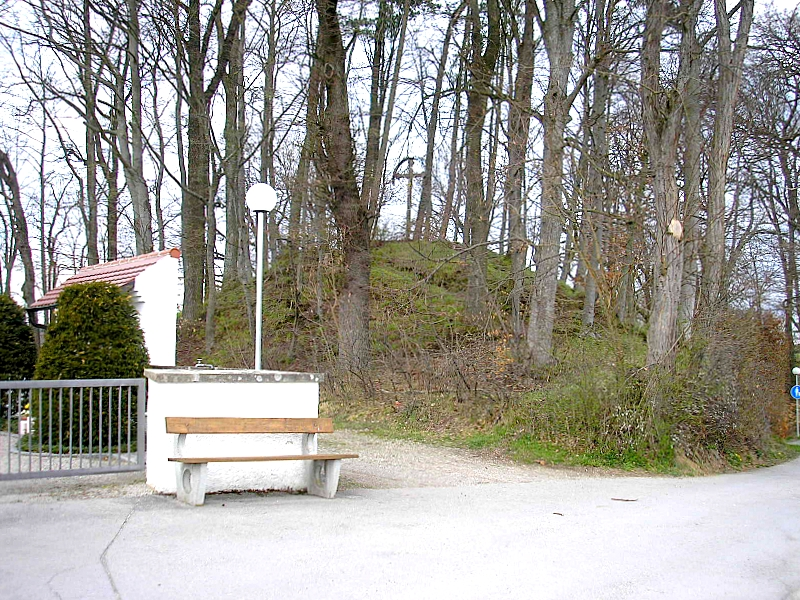
Ansicht von Südwesten

Der ursprüngliche Ortsname „Erinespurch“ verweist auf die Burg eines Erin, die wohl bereits in frühmittelalterlicher Zeit auf dem heutigen Kirchberg stand. Die erhaltenen Geländemerkmale deuten auf einen relativ großflächigen Ansitz hin, in den im Hochmittelalter der teilweise erhaltene Turmhügel eingebaut wurde.
In den ortsgeschichtlichen Quellen gibt es keine weiteren Hinweise auf ein mittelalterliches Ortsadelsgeschlecht. Allerdings berichtet eine Sage von einem Raubritter Hans von Eurasburg. Der Ritter soll dem Grafen Ulrich von Moerungen einen Mord unterschoben haben. Bei seiner Hinrichtung im nahen Friedberg sagte der Graf voraus, dass aus seinem unschuldig vergossenen Blut eine Föhre (Kiefer) wachsen werde. Noch in der ersten Hälfte des 20. Jahrhunderts wuchs tatsächlich eine große Kiefer aus dem Köpfhäusl, einem Wehrturm unterhalb des Friedberger Schlosses.
Wie die anderen Turmhügelburgen der näheren Umgebung (Burgstall Kissing, Burgstall Bachern), wurde auch der Eurasburger Ansitz sicherlich bereits im 12. oder 13. Jahrhundert verlassen. Auf dem Burgplateau entstand Ende des 13. Jahrhunderts die romanische Pfarrkirche des Ortes. Damals gehörte Eurasburg zum Besitz des Klosters Wessobrunn.
Helmut Rischert vermutete 2008 einen Untergang der Burg im Jahr 1269 während der Auseinandersetzung zwischen Herzog Ludwig, dem Bistum und der Stadt Augsburg um die Stadtvogtei. Die Burgherren dürften Dienstmannen (Ministeriale) des Hochstiftes Augsburg gewesen sein.
Im 19. Jahrhundert wurde der Erdkegel der Hauptburg mit einem Kruzifix bekrönt. Am südlichen Hügelfuß entstand eine kleine Mariengrotte. Der Burgplatz ist frei zugänglich.

## Beschreibung
Der Burgstall liegt etwa 25 Meter über der Hauptstraße auf einer nach Westen verlaufenden Anhöhe. Im Süden des Geländesporns sind die Hänge künstlich gesteilt. Nordöstlich des erhaltenen Turmhügels schützt eine breite Erosionsrinne den Burgplatz. Ein asphaltierter Weg ermöglicht dort den Abstieg in den Ort.
Der Erdkegel der Hauptburg wird im Norden von einer Berme – wohl einem verfüllten Hanggraben – begleitet. Der Turmhügel ist von der Berme aus gemessen etwa zehn Meter hoch.
Auf dem Plateau befand sich bis 1890 eine Klause, die 1855 auf Kosten eines Gastwirtes erneuert worden war. Das noch erhaltene Kruzifix wurde am 3. Mai 1853 als Ersatz für ein älteres Kreuz gesetzt, dessen blecherne Christusfigur man übernahm. Von Südwesten ermöglicht ein schmaler Pfad den Aufstieg zum Kreuz. Auf dieser Seite ist der Erdkegel durch den Wegebau verändert und verflacht.
Westlich der Hauptburg wurde das Burggelände planiert. Seit dem 13. Jahrhundert erhebt sich dort die kleine Pfarrkirche mit dem Gemeindefriedhof. Das Gotteshaus wurde wohl erst nach der Auflassung der Burg auf dem Areal einer Vorburg gebaut. Auch im Westen ist das Plateau durch die Anlage eines Fahrweges und des Parkplatzes stark verändert.
Auf der südlichen Kante des Kirchberges pflanzte der Eurasburger Pfarrer Franz Anton Haindl am 5. Mai 1834 eine Linde, die er dem Augsburger Domherren und Jugendschriftsteller Christoph von Schmid widmete. Die Inschrift des kleinen Denkmals, das Haindl zu Ehren des Dichters unterhalb der Linde errichten ließ, erinnert an diesen Tag.
Das Bayerische Landesamt für Denkmalpflege verzeichnet das Bodendenkmal als mittelalterlichen Burgstall unter der Denkmalnummer D 7-7632-0018.